# 吉田健美
吉田 健美（よしだ たてみ）は、日本の作詞家。

## 作詞楽曲

### 歌謡曲
- 藍美代子「母」
- 麻丘めぐみ「夜霧の出来事」
- 芦川よしみ「燃える春です」
- 金田たつえ「流れ唄・流り唄」
- 近藤千裕「日暮れたら」
- しばたはつみ「BYE BYE」
- 杉本真人「M氏への便り」「ものもらい」「君は友に抱かれて」
- 新沼謙治「村祭りの前に」
- 林紀恵「影踏みシティー」
- 三橋美智也「風の街/北緯四十五度の町」「ヒミコふぃーばぁー/むーんさると和尚さん」

### 訳詞
- 尾崎紀世彦「タワーリング・インフェルノ (愛のテーマ)」

### アニメ
- ドラゴンボール - ED「ロマンティックあげるよ」（橋本潮）
- ビデオ戦士レザリオン - OP「ビデオ戦士レザリオン」（宮内タカユキ）ED「ハートフルホットライン」（かおりくみこ）

| スタブアイコン | サブスタブ | この項目は、まだ閲覧者の調べものの参照としては役立たない、音楽関係者（バンド等）に関連した書きかけの項目です。この項目を加筆・訂正などしてくださる協力者を求めています（P:音楽/PJ:芸能人）。 |